# Emil
Emil je mužské křestní jméno latinského původu. Pochází ze jména římského patricijského rodu Aemiliů. Vykládá se jako „soupeřící, soutěžící, horlivý, pracovitý“. Podle českého kalendáře má svátek 22. května.

## Domácké podoby
Emík, Emča, Emi, Emouš, Emda, Emílek, Míla, Milda, Emes

## Statistické údaje
Následující tabulka uvádí četnost jména v ČR a pořadí mezi mužskými jmény ve srovnání dvou roků, pro které jsou dostupné údaje MV ČR – lze z ní tedy vysledovat trend v užívání tohoto jména:
| Rok       | Četnost    | Pořadí   |
| 1999      | 12525      | 59.      |
| 2002      | 11817      | 62.      |
| Porovnání | o 713 méně | o 3 hůře |
| 2006      | 10580      | 65.      |

Změna procentního zastoupení tohoto jména mezi žijícími muži v ČR (tj. procentní změna se započítáním celkového úbytku mužů v ČR za sledované tři roky 1999-2002) je -5,0%, což svědčí o poměrně značném poklesu obliby tohoto jména.

## Emil v jiných jazycích
- Bulharsky, rumunsky, dánsky, švédsky, anglicky, německy: Emil
- Slovensky, maďarsky: Emil nebo Emilián
- Polsky: Emil nebo Emiliusz
- Rusky: Emilij nebo Jemeljan
- Srbocharvátsky: Emil nebo Emiljan
- Italsky, španělsky: Emilio nebo Emiliano
- Francouzsky: Émile
- Nizozemsky: Emil nebo Emiel nebo Aemilius

## Známí nositelé jména
- Emil Bryndač – československý fotbalový funkcionář a rozhodčí
- Emil František Burian – český hudebník, divadelník a režisér
- Emil Holub – český cestovatel po Jižní Africe
- Emil Hácha – prezident Česko-Slovenské republiky (1938–1939) a státní prezident Protektorátu Čechy a Morava (1939–1945)
- Emil Kolben – český elektrotechnik a podnikatel, zakladatel továrny Českomoravská Kolben-Daněk (ČKD)
- Emil Škoda – český technik a velkopodnikatel
- Emil Triner – český závodník – rallye
- Emil Vachek – český spisovatel
- Emil Viklický – český jazzový pianista a hudební skladatel
- Emil Wald – český doktor technických věd
- Emil Walter – český spisovatel
- Emil Zátopek – český atlet, čtyřnásobný olympijský vítěz ve vytrvalostním běhu
- Émile Zola – francouzský spisovatel

## Televizní postavy
- robot Emil, legendární fiktivní česká televizní postavička ze 60. let, dětský idol té doby